# 洛氏副麗魚
洛氏副麗魚，為輻鰭魚綱鱸形目隆頭魚亞目慈鯛科的其中一種，分布於中美洲Ulua、Cricamola、Tamarindo河流域，體長可達18.5公分，棲息在河川、沼澤水域，以昆蟲等為食，生活習性不明。

## 擴展閱讀
維基物種上的相關：洛氏副麗魚